# ژانگ ژیجی
ژانگ ژیجی (چینی: 张志杰؛ ۳۰ ژانویهٔ ۲۰۰۷ – ۳۰ ژوئن ۲۰۲۴) یک بدمینتون‌باز اهل چین بود. او قبل از مرگش در مسابقات قهرمانی نوجوانان آسیا در سال ۲۰۲۴، برای تیم ملی چین بازی کرد.

## حرفه
ژانگ در مسابقات بین‌المللی نوجوانان هلند در سال ۲۰۲۴ با نتیجه ۲۱–۱۰، ۱۱–۲۱، ۱۳–۲۱ بازیکن چینی هو ژآن را شکست داد.
ژانگ در مسابقات جونیور آلمان در سال ۲۰۲۴ به فینال رفت و با نتایج ۱۳–۲۱، ۲۱–۱۶، ۱۶–۲۱ مغلوب وانگ زیجون شد.
در مراسم اهدای جوایز قهرمانی نوجوانان آسیا ۲۰۲۴، پیراهن ژانگ را بر روی سکو بردند. او پس از مرگ، مدال طلا را دریافت کرد.

## مرگ
ژانگ در جریان مسابقات قهرمانی نوجوانان آسیا در سال ۲۰۲۴ در حالیکه مقابل کازوما کاوانو از کشور ژاپن بازی می‌کرد در هنگامی که نتیجه ۱۱-۱۱ شد به روی زمین افتاد. او بر اثر ایست قلبی درگذشت.
پی. وی. سیندو، بدمینتون‌باز هندی و لی چانگ وی، بدمینتون‌باز مالزیایی به خانواده ژانگ تسلیت گفتند. فدراسیون جهانی بدمینتون، فدراسیون بدمینتون آسیا، انجمن بدمینتون چین و انجمن بدمینتون اندونزی اعلام کردند که از دست دادن ژانگ بسیار متأسف هستند.
کاربران چینی و خبرگزاری شین‌هوآ از رویدادهای منتهی به مرگ او انتقاد کردند، پس از آن که ویدئویی از مرگ او منتشر شد که نشان می‌داد یک پزشک به سمت ژانگ می‌دود و سپس در کنار زمین توقف می‌کند تا منتظر اجازه داور بماند. در پاسخ به این اتفاق، انجمن بدمینتون اندونزی اعلام کرد که از فدراسیون جهانی بدمینتون می‌خواهد درباره قانونی که پزشکان را ملزم می‌کند قبل از رسیدگی به بازیکنان منتظر اجازه داور باشند، تجدید نظر کند.

## یادداشت
1. ↑  پس از مرگ اهدا شد.